# Scaphytopius curtus
Scaphytopius curtus är en insektsart som beskrevs av Delong 1944. Scaphytopius curtus ingår i släktet Scaphytopius och familjen dvärgstritar. Inga underarter finns listade i Catalogue of Life.